# Jüterboger Graben
Der Jüterboger Graben ist ein Meliorationsgraben und rechter Zufluss der Nuthe auf der Gemarkung der Stadt Jüterbog im Landkreis Teltow-Fläming in Brandenburg.

## Verlauf
Der Graben beginnt in einem Waldgebiet südlich der 99,5 m hohen Weinberge, die sich südwestlich der Stadt befinden. Er verläuft zunächst in südlicher, anschließend in östlicher Richtung und unterquert dabei die Bahnstrecke Berlin–Halle. Er verläuft auf weiteren 1,85 km in östlicher Richtung und dabei südlich am 81 m hohen Starenberg vorbei. Westlich der Dennewitzer Straße wird er durch ein Wehr aufgestaut, das sich zwischen dem Wohnplatz Damm im Süden und dem Blanken Teich im Norden befindet. Anschließend unterquert er die Dennewitzer Straße und verläuft südlich entlang der historischen Altstadt, bevor er südlich des Neumarkttors in die Nuthe entwässert.